# Magnistipula bimarsupiata
Magnistipula bimarsupiata är en tvåhjärtbladig växtart som beskrevs av Letouzey. Magnistipula bimarsupiata ingår i släktet Magnistipula och familjen Chrysobalanaceae. Inga underarter finns listade i Catalogue of Life.